# 曼代洛维塔
曼代洛维塔（義大利語：Mandello Vitta），是意大利诺瓦拉省的一个市镇。总面积5平方公里，人口250人，人口密度50.0人/平方公里（2009年）。ISTAT代码为003090。